# Усі собаки потрапляють до раю 2
Усі собаки потрапляють до раю 2 — мультфільм 1996 року.

## Сюжет
Всі собаки можуть потрапити в рай. а деякі щасливчики - навіть повернутися назад на землю. Саме це і трапляється, коли бешкетний кудряшка Чарлі Баркін вирішує розшукати украдений з раю Чарівний Ріжок. Передчуваючи можливість розважитися, Чарлі запрошує із собою свого приятеля Ітчі. Подорож починається!